# 강원선
강원선(江原線)은 조선민주주의인민공화국의 철도 노선이다.

## 개요
현재의 구간은 1913년 7월 10일에 경원선 철원~복계 구간의 개통을 시작으로 하여 1916년 7월 21일에 함경선 문천~영흥 구간의 개통으로 완성되었다. 분단 이후 조선민주주의인민공화국이 철도 노선명을 재편하면서 함경선(원산~상삼봉)을 분할하여 원산~고원 구간을 경원선의 자국측 구간과 합하여 강원선으로 이름지었다. 참고로 함경선의 잔여 구간 중에서 고원~청진간은 평라선에, 청진~상삼봉간은 함북선에 편입되었다.경원선과도 연결될 예정이다.
본 노선은 한국 내에서 최초로 전철화된 구간인 복계~고산간이 포함된 노선으로, 해당 구간에서 활약한 데로형 전기 기관차도 대부분이 조선민주주의인민공화국에서 승계 사용되었다. 참고로 북한의 철도 노선은 해당 구간의 전철화 방식인 직류 3kV를 그대로 답습하여 전국의 철도 노선의 80%가 직류 3kV로 전철화되어 있다.

## 노선 정보
- 구간과 거리 : 고원역~평강역 145.8km
- 역 수 : 23개(기종점역 포함)
- 궤도 간격 : 1435mm(표준궤)
- 복선 구간 : 없음
- 전철화 구간 : 전 구간(직류 3000V)

## 운행 계통
1980년대의 자료에 의하면 전 구간을 운행하는 열차로는 평양~평강을 오가는 열차가 있었고 사리원~함흥을 오가는 청년이천선 열차도 이 노선의 세포~고원 구간을 운행하였다고 한다. 한편 1997년 금강산청년선이 개통됨에 따라 금강산청년선 열차도 이 노선의 안변~고원 구간을 운행할 가능성이 있다.

## 역목록

### 고원 - 평강
| 역명     | 로마자 역명      | 한자 역명 | 구 역명        | 접속 노선    | 소재지   | 소재지 |
| -------- | ---------------- | --------- | -------------- | ------------ | -------- | ------ |
| 고원     | Kowŏn            | 高原      |                | 평라선       | 함경남도 | 고원군 |
| 전탄     | Chŏnt'an         | 前灘      |                |              | 함경남도 | 고원군 |
| 룡담     | Ryongdam         | 龍潭      | 용담           | 천내선       | 강원도   | 천내군 |
| 옥평     | Okp'yŏng         | 玉坪      | 문천(文川)     | 문천항선     | 강원도   | 문천시 |
| 문천     | Munch'ŏn         | 文川      | 문평(文坪)     |              | 강원도   | 문천시 |
| 세길     | Segil            | -         | 덕원(德源)     |              | 강원도   | 원산시 |
| 원산     | Wŏnsan           | 元山      |                | 송도원선     | 강원도   | 원산시 |
| 갈마     | Kalma            | 葛麻      |                | 원산항선     | 강원도   | 원산시 |
| 배화     | Paehwa           | 培花      |                |              | 강원도   | 안변군 |
| 안변     | Anbyŏn           | 安邊      |                | 금강산청년선 | 강원도   | 안변군 |
| 남산     | Namsan           | 南山      |                |              | 강원도   | 고산군 |
| 광명     | Kwangmyŏng       | 光明      | 석왕사(釋王寺) |              | 강원도   | 고산군 |
| 룡지원   | Ryongjiwŏn       | 龍池院    | 용지원         |              | 강원도   | 고산군 |
| 고산     | Kosan            | 高山      |                |              | 강원도   | 고산군 |
| 동가리   | Tongga-ri        | 董家里    |                |              | 강원도   | 고산군 |
| 락천     | Rakch'ŏn         | 落川      | 삼방(三防)     |              | 강원도   | 세포군 |
| 삼방     | Sambang          | 三防      | 삼방협(三防峽) |              | 강원도   | 세포군 |
| 세포청년 | Sep'o Ch'ŏngnyŏn | 洗浦靑年  | 세포(洗浦)     | 청년이천선   | 강원도   | 세포군 |
| 성산     | Sŏngsan          | 城山      |                |              | 강원도   | 세포군 |
| 검불랑   | Kŏmbullang       | 劍拂浪    |                |              | 강원도   | 세포군 |
| 리목     | Rimok            | 梨木      | 이목           |              | 강원도   | 세포군 |
| 복계     | Pokkye           | 福溪      |                |              | 강원도   | 평강군 |
| 평강     | P'yŏnggang       | 平康      |                |              | 강원도   | 평강군 |

### 평강 - 백마고지
| 역명               | 로마자 역명 | 한자 역명 | 접속 노선 | 소재지                        | 소재지 |
| ------------------ | ----------- | --------- | --------- | ----------------------------- | ------ |
| 평강               | P'yŏnggang  | 平康      |           | 조선민주주의인민공화국 강원도 | 평강군 |
| 가곡               | Kagok       | 佳谷      |           | 조선민주주의인민공화국 강원도 | 평강군 |
| MDL 구간           |             |           |           |                               |        |
| 월정리             | Woljeong-ri | 月井里    |           | 대한민국 강원특별자치도       | 철원군 |
| 대한민국 관할 구간 |             |           |           | 대한민국 강원특별자치도       | 철원군 |
| 철원               | Cheorwon    | 鐵原      | 금강산선  | 대한민국 강원특별자치도       | 철원군 |
| 백마고지           | Baengmagoji | 白馬高地  | 경원선    | 대한민국 강원특별자치도       | 철원군 |